# Perkowo (województwo wielkopolskie)
Perkowo – wieś w Polsce położona w województwie wielkopolskim, w powiecie wolsztyńskim, w gminie Przemęt.
Leży na terenie Przemęckiego Parku Krajobrazowego, na drodze Przemęt – Wolsztyn i linii kolejowej Leszno-Zbąszyń (przystanek kolejowy Perkowo).
Pod koniec XIX wieku Perkowo (niemiecka nazwa Neu-Priment) należało do powiatu babimojskiego. Miejscowość liczyła 28 domostw i 290 mieszkańców. W latach 1975–1998 miejscowość położona była w województwie leszczyńskim. W 2019 liczyła 542 mieszkańców.
Przez Perkowo biegnie czarny znakowany szlak pieszy z Olejnicy do Błotnicy przez Przemęt.